# 綾波レイ
綾波 レイ（あやなみ レイ）は、日本のアニメーション作品『新世紀エヴァンゲリオン』および『ヱヴァンゲリヲン新劇場版』、その派生作品に登場する架空の人物で、同作のヒロインの一人である。担当声優は林原めぐみ。

## プロフィール

### アニメ・漫画版 共通
ヒロインの1人。エヴァンゲリオン（EVA）零号機パイロット。上司はNERV戦略作戦部作戦局第一課 課長の葛城ミサト。髪型は水色のショートカットである。
- 生年月日：不明[注 1]
- 血液型：不明[1]
- 年齢：14歳[1]
- 所属：NERV / EVA零号機専属操縦者[1]、第3新東京市立第壱中学校2年A組

## 旧世紀版
ヒロインの1人で、色白で赤い瞳を持つ細身の少女。エヴァンゲリオン零号機のパイロット（1人目の適格者＝ファーストチルドレン）。EVA零号機の起動実験の事故により重傷を負い、初登場時は包帯姿で登場する。過去の経歴は全て抹消済みであり、本作品における最大のキーパーソンとして重大な役割を果たす。

### 性格
感情を表に出さず、寡黙で常に無表情。当初はゲンドウにのみ心を開いていたが、碇シンジと出会ったことで彼とも絆を深めていき、次第に様々な感情を見せ、自我といえるものが芽生えていく。
ペシミズムとも異なる存在の希薄さを持ち、「エヴァに乗ることが全てで、他には何もない」と言い切り、どのような危険な任務であろうと自らの命を顧みることなく毅然とこなす。エヴァに乗ることは他者との繋がりを持つ唯一の手段であると考え、それにより築かれる他者との「絆」を大切にし、自身の存在理由を見出そうとしている。

### 生活
古い集合団地（『新劇場版：序』では「第3新東京市市営住宅第22番建設職員用団地6号棟」）の402号室にて一人暮らしをしている。部屋は打放しコンクリート柄の壁紙が貼られた殺風景なもの。カーテンは昼間から閉め切られ、僅かに光が差し込む程度になっている。自室には生活用品も家電製品も必要最低限のものしか置かれておらず、装飾品や調度品の類は一切存在していない。唯一、零号機の起動実験時に割れてしまったゲンドウのメガネを所持・保管している。私服なども着用している場面はなく、多くの場合、学校の制服で活動していた。
肉が嫌いであり、一度ラーメンを食べに行った際には、ニンニクラーメンチャーシュー抜きを注文していた。自身が趣味として認識しているかは不明だが、ドイツ語で書かれた遺伝子工学の原書を読むなど、読書をしている姿が度々描かれている。

### 交流
日常生活において他者との交流はほとんど見られないが、意識的に避けているわけではなく、必要以上の会話をしないという彼女の性格に起因する。しかし、第弐拾参話以降は自分が思わず流した涙により、無意識下の孤独感を味わう。
碇シンジ
当初は特に興味を示している様子は見せなかったが、ヤシマ作戦でシンジに笑顔を見せてからは、呼び方が「あなた」から「碇くん」に変わり、次第に心を開き意識するようになる。劇中で見せる、心配、赤面、戸惑い、驚き、怒り、哀しみなどの感情の表れと思える表情のほとんどにはシンジが関わっており、ゲンドウとは違い対等な一人の人間として接してくれるシンジに対し、やがて恋心とも取れる特別な感情を抱くようになり、自我と呼ぶべきものを得ていく。そして使徒との接触の中で、初めての涙とともに「碇くんと一緒になりたい」との想いに気付くも、シンジを助けるために使徒もろとも自爆する。その後、別の肉体により復活するが感情の受け継ぎはなく、呼び方も「あなた」になるなど当初の接し方に戻り、またシンジが真相を知ったことで再び距離が離れてしまう。
しかしその想いは残っていたのか、旧劇版ではシンジの激昂に反応して「碇くんが呼んでる」とゲンドウの元から離れると、リリスに還りシンジの元へと向かい、人類の未来を彼に委ねると共に道を示す。
碇ゲンドウ
当初レイが唯一心を開き信頼していた存在。ゲンドウの壊れた眼鏡を大切に保管し、笑顔を見せ会話する様子を見せるなど心の拠り所となっていたが、自分を身代わりの人形や道具としてしか見ていないことにも気付いていた。それでもレイにとっては大切な存在ではあったようで、自爆の際などにはゲンドウの面影がフラッシュバックされる。
劇場版ではシンジの激昂に反応すると、「私はあなたの人形じゃない」と言い残し、ゲンドウを裏切り、彼の元から離れていく。
惣流・アスカ・ラングレー
レイはほとんど関心を示さず、アスカからはファーストや優等生、人形などと呼ばれ、同じパイロットとしての信頼度やシンジとの親密な関係から次第に妬みや憎悪に近い敵意を向けられるようになり、関係は悪化していく。アスカのシンクロ率の低下が顕著に表れ始めた際には助言するが、火に油を注ぐ結果となり、結局相容れることはなかった。
渚カヲル
使徒である彼との出会いを経て、3人目のレイは自分がヒトよりも使徒に近い存在であることを悟る。

### 真相
出自については謎が多く、脚本決定稿では2010年に現れたレイについて「7歳に見えるが5歳」という記述があることから、少なくとも碇ユイの没年の翌年である2005年に誕生し、本来の人間より早く成長している。
ターミナルドグマ内に存在する人工進化研究所3号分室で誕生し、幼少期を過ごしている。レイの深層心理を構成する光と水はこの場所の影響を強く受けており、レイの生活する団地の部屋がコンクリートむき出しで殺風景なのはこの部屋のそのせいである。
小児期の容姿を見た赤木ナオコが一目でユイを想起したほど似ていることから、ユイのクローンと思われがちだが、魂はリリスの魂であり、肉体はEVA初号機に取り残されたユイのサルベージで得られた。そのため肉体はユイのコピー的なものとは言えるがクローンとは言えない。
セントラルドグマに位置する地下プラントには多数の魂のないレイのクローン浮遊体が存在し、何らかの原因でレイが死んだ場合、魂をそれらの新しい肉体に移し変えることで復活する。記憶は定期的にバックアップが取られていたため、前の肉体で最後に保存した記憶までが次の肉体に受け継がれるが、感情面は保存されることはなく、結果として記憶に伴う感情は受け継がれない。しかし3人目のレイが涙を流したことなどを例に、魂の響き合いはあるとされる。魂の宿っていない肉体は、パイロットなしでエヴァンゲリオンを起動するための「ダミーシステム」のコアとして活用され、システムのパーソナルも綾波レイのものが用いられる。
作中には3人のレイが登場し、1人目のレイは幼女のころNERVがゲヒルンから改名する以前、赤木ナオコに対してゲンドウの陰口をそのまま本人に伝え、激昂した彼女により扼殺される。シンジが初めて出会ったのは2人目のレイであり、第弐拾参話のアルミサエル戦において自爆死した後に登場したのが3人目となる。これによりシンジに対する接し方もリセットされ当初のように戻ってしまうが、劇場版ではシンジの激昂に反応すると、2人目のように「碇くん」という呼び方に戻り、シンジの元へと向かう。
『新世紀エヴァンゲリオン2』によれば、アダムやリリスは、サードインパクトを起こし補完計画を発動する際、魂を導く道標としての役割もあり、ゆえにゼーレはアダムの魂を持つ渚カヲルを、ゲンドウはリリスの魂を持つ綾波レイを極秘裏にそれぞれ用意していた。ゲンドウは、レイ＝リリスに人類の魂を初号機（ユイ）の元へ導いてもらおうと画策していたのである。
また、レイが心の奥深くにいるリリスと会話したり、地下の磔にされている肉体だけのリリスと会話する場面も存在する。そして、魂が移され綾波レイになったことで、リリスだったころの記憶はほぼ持っておらず、綾波レイとしての肉体が長く保てないのは、本来の自分の肉体ではないからとされている。

## 漫画版
アニメ版とは相対的に、あらゆる意味で人間的なキャラクターとして描かれている。最初から「碇くん」と呼んでいた他、アニメであったゲンドウを非難するシンジに平手打ちを食らわす描写はなく、ヤシマ作戦以降シンジに対して以前よりも親密な態度を示す描写が加えられている。
アニメ版ではストーリーの合間に垣間見える程度だったシンジへの恋心が、漫画版でははっきりシンジを想っている。また、シンジもレイに恋しており、2人がお互いに恋心を抱いていたという設定は最終話に繋がっている。
シンジの2度目の来訪の際に自分からシンジを家に上げて紅茶を入れようとするが、実は今まで入れたことがなかったため、適量が分からず紅茶の葉を山盛り入れようとしていた。また、停電した基地内でアスカがミサトを探す際に「暗闇でも歩けて便利」という理由で同行するように要求されると、自分に関係ないとしてあっさり拒否する一方で、アスカが加持に渡すようにシンジに託した手紙を気にしたりするなど、コミカルな描写もある。
ゲンドウが自分のことを気遣っているように見えて、実は他人（ユイ）のことを思っているのに気づいていた描写や、シンジの母であるユイとの繋がりを明らかにするような描写も追加されている。また用途・効果・目的は明示されないが、顔面が崩壊しかけた後で赤木リツコから薬の投与を受けている。
次第にシンジの存在がゲンドウ以上に大きくなっていったことが、彼女自身のモノローグで語られ、ゼルエル戦後に初号機に取り込まれたシンジのサルベージの際は、「碇くんを私に返して」と初号機に呼びかけ、シンジの帰還に陰で貢献する。そして、シンジに触れられる度に様々な感情を抱いていたことを彼に告げると、自ら手に触れたいとシンジに伝えるシーンも登場する。
毎日シンジがアスカの見舞いに通う姿に嫉妬し、使徒に侵食された際にはシンジを独占したかった気持ちも描写される。その後、アニメ同様に2人目のレイが爆死し、その様を目にしたシンジは「君を失いたくない」と悲しみ、絆の深さが描かれた。
2人目の自爆死亡からはアニメ版とほぼ同様の展開だが、とりわけ補完世界においては明確に2人目のレイの感情をそのまま持ち合わせてる様が描かれ、同一人物のように描写されている。シンジの補完拒否と「もう一度君と手を繋ぎたい」という願いを受け入れつつ、涙と共に出会えたことへの感謝と別れの言葉を告げると、リリスの体は崩壊し、シンジの願いを乗せ、地上に雪のように降り注いでいった。そして、「シンジが（世界に）還ってくるのを待っている」とモノローグで告げる。サードインパクト後は、恐らく長い時間をかけて人々が平穏に生活する新世界として再構成されている。

### パラレル作品
『新世紀エヴァンゲリオン 鋼鉄のガールフレンド2nd』（漫画：林ふみの）では、最終回の碇シンジの補完世界の可能性において登場した転校生の綾波レイのキャラクター性が基本となっている。出生の経緯が謎に包まれているなど、背景は原作と同様の設定ではあるものの、感情表現も豊かで明るく活発な性格。
『新世紀エヴァンゲリオン 碇シンジ育成計画』（漫画：高橋脩）では鋼鉄2ndより大人しく、原作アニメより社交性が高いキャラクターとなっている。同作品ではアスカとはシンジを巡って三角関係だが、原作に比べて仲は比較的良好である。
『新世紀エヴァンゲリオン 学園堕天録』（漫画：眠民）では原作に近いキャラクターとなっている。また、多少の天然キャラを思わせる性格も見え隠れしている。

## 新劇場版
ヒロインの1人で、EVA零号機のパイロット（“第1の少女”）。一人称は「私」、二人称は「あなた」。アスカからは「エコヒイキ」と呼ばれる。
アヤナミシリーズ、あるいはアヤナミタイプと呼ばれるユイの複製体の一人である。旧世紀版での「リリスの魂を持つ」「ひとつの肉体にしか魂は宿らない」という設定は本作では触れられていない。『シン』にて儀式のために作られた存在であることがゲンドウから語られる。表向きは旧世紀版と同様に淡泊かつ不愛想で、リツコからは「あの子が他人のために何かするなんて考えられない」「（何かしようという理由が愛だとは）ありえない」といわれる。レイとシンジとの邂逅や接近の度合い、さらに『破』で彼らによって初号機が覚醒を果たしたことまでが仕組まれたものであることがゲンドウと冬月の会話で示されている。また、円筒水槽に浸かっているシーンで身に着けている首輪には「REI-02」と書かれている。
なお、『Q』ではレイ本人は登場せず、同じ容姿のアヤナミレイ（仮称）（後述）が登場する。『シン』では「アダムスの器の贄となる、雌雄もなく純粋な魂で創られた穢れなき生命体」であるアドバンスド・アヤナミシリーズが登場するが、綾波レイと似た外観の人物が画面に映るのみで詳細は不明。

### 劇中
『序』での描写に旧世紀版から大きな違いは見られないが、割れたゲンドウの眼鏡を保管・携帯している描写がある一方、ヤシマ作戦終了後にシンジが救出に来るシーンではゲンドウを思い出すカットがなくなり、シンジが差し伸べた手にレイが手を重ねるカットが追加されている。
『破』ではシンジの手料理（味噌汁）に心を動かされたことをきっかけに、シンジとゲンドウの距離を縮めるために食事会を企画する。登校して教室に入る時に「おはよう」と挨拶したり、声をかけてきたシンジに微笑みながら応対する、3号機起動実験のテストパイロットを代わってくれたアスカに電話で礼をいうなど、旧世紀版以上に人間らしくなってゆく。エレベーターでアスカと会話するシーンでは、「（自分にはエヴァしかないけれど）あなたにはエヴァに頼らない生き方がある」と話しかけ、平手打ちも旧世紀版とは違い手で受けている。
第10の使徒襲来に際しては、シンジが捨てたS-DATをエントリープラグに持ち込み、「碇くんがもうエヴァに乗らなくていいようにする」と口にするなど、彼女にとってシンジが大切な存在になっていることがより明確に描写されている。N2兵器を抱えて特攻を試みるも失敗し零号機ごと捕食・吸収されてしまうが、シンジと覚醒した初号機によってサルベージされ、後に初号機からシンジがサルベージされた後も初号機の内部で保存されることになる。
『シン』Dパートで初号機プラグ内にて髪のずっと伸びた姿で再登場し、アディショナルインパクト発動後、仮想世界のスタジオで「エヴァに乗らない生き方もある」「（そのために）エヴァがなくてもいい世界に書き換える」とシンジに諭され「ありがとう」と握手をして現世に還っていった。その後、書き換えられた後の世界ではシンジとは対岸のホームでカヲルと話をしているレイらしき人物の後ろ姿が描かれている。

### アヤナミレイ（仮称）
『Q』では、前作まで登場したレイと同じ容姿ながら別人の「アヤナミレイ（仮称）」が登場した。EVA Mark.09に搭乗し、着用するプラグスーツの色は、白を基調としていた綾波レイとは対照的に黒を基調としたものになっている。
シンジのことは「碇くん」とは呼ぶものの「知らない」ため無関心な接し方しかしない。NERV本部地下にある天井のないコンテナ状の小屋が寝床になっているものの、シンジが訪ねても不在のことがほとんどだった。普段は命令を待っているといい、命令以外のことはしようとしない。彼女のことは、冬月は「アヤナミタイプNo.6」、アスカは「アヤナミタイプの初期ロット」と呼ぶ。カヲルによれば彼女はリリンの模造品であり、魂の場所が違うため槍を用いて儀式を起こすことはできない。シンジ、アスカと同様にリリンが近づけないほどL結界密度が強い場所にいることができる。綾波レイは自身の服を脱ぎ捨てていたが、アヤナミレイ（仮称）は村を去る時に借用していた衣服を丁寧に畳んでいる。
『Q』中盤、ヴィレの戦艦AAAヴンダーをMark.09で急襲し、シンジをNERV本部へ連行する。第13号機がロンギヌスの槍とカシウスの槍を抜きに向かうための護衛として同行した際、シンジに「綾波じゃない」と言われ、それ以降自分が何者なのか疑問視し始める。その後、マリの8号機、アスカの改2号機と交戦し、第13号機の覚醒に伴いMark.09の制御がゼーレに奪われ、改2号機に噛みつかれた際、「こんな時、アヤナミレイならどうするの？」と問い、アスカに「あんたはどうしたいの？」と返され、結果エントリープラグを強制射出して脱出。その後はシンジ、アスカと行動を共にする。
『シン』序盤、アヤナミレイ（仮称）はシンジ、アスカと共にケンスケにピックアップされ第3村に到着する。ヒカリに「綾波さん」と呼ばれた際「わたしは綾波じゃない」と否定したため、以後村の人間からは「そっくりさん」と呼ばれる。鈴原家で生活することになり、鈴原夫妻の赤ん坊の世話や村の農作業の手伝いを通して人間らしい感情や言葉、文化を覚え、村人との交友も深めていく。シンジに会うためケンスケの家を訪ねた際、シンジの家出とその居場所に関する情報と共に、自身のシンジへの思いはNERVに仕組まれたものであるとアスカから教えられるが「良かったと感じるから」と受け入れている。家出し、ネルフ施設跡の湖畔で過ごすシンジのもとを訪れてレーションを差し入れたり話しかけたりし、彼が動けるようになるきっかけを作った。そっくりさんと呼び続けることを見かねた村人に新しく名前をつけたらどうかと言われ、「ここ（第3村）で生きるのに必要」だから名前を付けて欲しいとシンジに頼む。しかし本来NERV管理下でしか生きられない彼女の体は崩壊し始めており、残された時間が少ないことを悟った彼女は、村で教わった言葉を記した紙を置手紙として残して鈴原家を去る。翌朝、ネルフ施設跡の湖畔へシンジを訪ね、S-DATを返す。シンジから「綾波は綾波だ」として改めて『綾波レイ』という名前を与えられ、彼女は胸の内と別れを告げてL.C.L.へ還元した。

## ゲーム版
セガからセガサターン用ソフトとして発売されていたゲームシリーズを始め、多くのゲーム作品では原作（アニメ版）の印象を忠実に再現したキャラクターとして登場しており、イメージもほぼ同一となっている。
『新世紀エヴァンゲリオン 綾波育成計画withアスカ補完計画』など、原作の印象とは全く異なるレイをメインに据えたキャラクターゲームも登場している。
『新世紀エヴァンゲリオン2』ではレイが死ぬと何度でも新しいレイが現れる。戦闘で死亡した場合、その戦闘結果は「死亡」とはならず「意識不明の重体」と発表される。経験に乏しい3人目以降のレイは精神的に未熟とされており、デフォルトのレイとパラメータや傾向に差異が大きい。また、以前のレイが持っていた友情・愛情などの感情はリセットされている。
「スーパーロボット大戦シリーズ」では零号機の自爆イベントで途中で離脱してしまうことが多い。『第3次スーパーロボット大戦α 終焉の銀河へ』では初号機と弐号機との合体攻撃や、ロンギヌスの槍が必殺武器として装備されるも、命中率や攻撃力をアップさせる精神コマンドを覚えない上に、ロンギヌスの槍はストーリー後半で無くなってしまうため、攻撃面での能力は低い。唯一の利点はパスキューマシンでパイロットの気力が下がっていくイベントの時で、サイボーグの獅子王凱と鋼鉄ジーグ、バーチャロイドのテムジン、フェイ・イェン、ハッター、そして綾波レイの計6人は気力が下がらない（凱とジーグはサイボーグだから影響が無いと語られるが、レイについては誰も指摘しない）。

## 名前の由来
苗字の由来は大日本帝国海軍吹雪型駆逐艦「綾波」。名前は「零（れい）」との掛詞と、アニメ『美少女戦士セーラームーン』のセーラーマーズ＝火野レイから。同シリーズに関わった幾原邦彦を制作陣に引き込むことを狙ったネーミングだったが、この試みは成功しなかった。

## キャラクター設定への影響
無表情で感情の起伏が乏しく、どこかしら「人形」を彷彿とさせるキャラクター像は綾波が誕生する前にも少なからず存在したが、あまり目立つものではなかった。しかしそれらを全て体現しながらも物語の枢軸に据えられた「綾波レイ」というキャラクターの登場で、後のアニメのみならず、ゲーム、漫画、ライトノベルなどのキャラクターデザイン、造型に大きな影響を与えた。このような現象で生まれたキャラクター、または同系統に属するキャラクターは「無口系」または「クーデレ」と呼ばれる。
アニメ雑誌『月刊ニュータイプ』においてアニメヒロインを分析する企画記事が書かれた際、アニメ黎明期（1970年代 - ）から既に確立されていた種のヒロイン系統（ノーマル系、お嬢様系、男勝り系、セクシー系）に加え、1990年代に入って新規に開拓された「5番目」のタイプのヒロインが綾波であったと解釈し体系付けている。

### デザイン
イメージモチーフはキャラクターデザイナーを務めた貞本義行から、筋肉少女帯の「何処へでも行ける切手」という曲において、綾波の包帯のイメージを得ていることが一つ挙げられる。ちなみに「何処へでも行ける切手」の歌詞は、丸尾末広の漫画『少女椿』の主人公「みどりちゃん」をモデルとしており、さらにこれは森田童子の楽曲「セルロイドの少女」に登場する「みどりちゃん」に由来している。
色白・青色の髪・赤い瞳などの容姿は「将来的にゲーム化された際、髪が青で目が赤ければドット絵でもレイと分かるだろう」という商業的、デザイン上の理由で決められている。以下、キャラクター設定の経緯についての貞本の発言を挙げる。
黒い靴下を履いている理由については、貞本義行が中学生時代、女子ハンドボール部員がこぞって黒い靴下を履いているのを見て「戦う少女＝黒い靴下」と認識したことによるもの。

## その他
- アニメ放送終了後に行われた公式人気投票では、2位以下を大きく引き離して第1位に輝いた。
- ロックバンド・BUMP OF CHICKENの楽曲『アルエ』は、綾波レイに本気で恋をしたボーカルの藤原が、イニシャルのR.A（アールエー）を曲名にとり作詞作曲したものと発言している[14]。
- 「あの娘は綾波レイが好き」（銀杏BOYZの『DOOR』収録）という楽曲がある[15]。
- 声を当てた林原めぐみは葛城ミサト役、惣流・アスカ・ラングレー役の選考も受けていたが、庵野秀明監督が「綾波レイ役には『1月にはChristmas』に出演していた林原めぐみが合っている」と考えていたのでその通りに配役された[16]。またアスカ役である宮村優子は、綾波レイ役で選考を受けていた[17]。
- 小説家・滝本竜彦も熱狂的なファンとして知られ、番組出演時にその思い入れの強さを語ったこともある[18]。
- お笑いコンビオリエンタルラジオの中田敦彦は、「綾波レイが初恋の人」だとし「理想の女性像」だと発言している。
- 『行列のできる芸能人通販王決定戦』ではオリエンタルラジオがプレゼンテーションプレゼンターとなり、造形集団・秋山工房製作、貞本義行監修による等身大フィギュアを一体43万円で受注制作、販売を行った（総売上86万円）[19]。
- 2009年、ギターメーカーのフェンダーU.S.Aは、レイをデザインしたストラトキャスター・テレキャスターを制作した。マスタービルダーのユーリ・シスコフによる2本のみの完全限定生産で、Yahoo!オークションに出品され、高額で落札された[20]。

## 他作品への出演
2018年8月11日放送のTBS系テレビアニメ『新幹線変形ロボ シンカリオン』第31話でエヴァンゲリオンコラボが行われ、シンジを始め使徒を含め、ごく僅かながらエヴァのキャラクターが登場した。なお、声は原典と同じく林原が担当。また同作品の劇場版である『劇場版 新幹線変形ロボ シンカリオン 未来からきた神速のALFA-X』でも同様にコラボが行われている。
2019年11月にファンタシースターオンライン2にてコラボ、シンジ・アスカ・ミサトなどの主要人物ほか、初号機や第6の使徒（新劇場版）も登場した。

## 日本国外版での声優
- 英語
  - アマンダ・ウィン＝リー[23]
  - ブライナ・パレンシア（英語版）（ヱヴァンゲリヲン新劇場、ファニメーション版）[23]
  - ライアン・バートリー（Netflix版）[24]
- 韓国語
  - イ・ジンファ（朝鮮語版）[25]
  - イ・ヒョンソン (ゲーム版)[26]